# Ashley Madison
Ashley Madison ist ein von Darren Morgenstern 2002 gegründetes Onlineportal zur Kontaktaufnahme von Sexualpartnern für Seitensprünge. 2007 wurde das Unternehmen an Noel Bidermans Avid Life Media Gruppe verkauft, der aufgrund der Datenschutzaffäre 2015 seinen Rücktritt erklärte. Die Online-Plattform wirbt mit dem Slogan “Life is short. Have an affair.” (Das Leben ist kurz. Habe eine Affäre).

## Mitglieder und Geschlechtsverteilung
Das Portal wurde von Anfang an kritisiert, weil Geld mit etwas verdient werde, „das Herzen bricht, Ehen ruiniert und Familien zerstört“. Mit weltweit 32 Millionen seit der Gründung registrierten Nutzern und einem Alexa Rank von 1003 (Stand: 7. Mai 2015) ist Ashley Madison die größte derartige Internetbörse. Die Anzahl aktiver Mitglieder dürfte aber deutlich tiefer liegen. Das Verhältnis von männlichen zu weiblichen Nutzern liegt, nach Angaben der Betreiber, bei 70:30. Tatsächlich muss aber von einer hohen Anzahl weiblicher Fake-Profile ausgegangen werden: So klagte eine ehemalige Mitarbeiterin des Portals 2013, sie habe durch das Schreiben von gefälschten Benutzerkonten Gelenkschäden erlitten; der Fall wurde außergerichtlich beigelegt. Der ehemalige Mitarbeiter und Berater David Evans gab gegenüber der Washington Post an: „Ashley Madison hat Leute dafür bezahlt, Profile zu erstellen. Und sie haben es zugelassen, dass immer mehr Fake-Profile auf ihrer Seite entstanden sind.“ Dies sei jedoch in der Online-Dating-Branche durchaus üblich.

## Datenschutzaffäre 2015
Unter dem Pseudonym The Impact Team wurden im August 2015, nach einem Ultimatum an die Betreiberfirma Avid Life Media (ALM)
das Portal zu schließen, die Daten von 32 Millionen Nutzern des Seitensprungportals mit Namen, sexuellen Vorlieben, Adressen, Kreditkartennummern und den verschlüsselten Passwörtern veröffentlicht. Bereits vorher wurde das Unternehmen durch Überspielung einzelner Datensätze erpresst. Die Betreiberfirma nannte in einer Erklärung: „Das ist eine illegale Handlung gegen einzelne Mitglieder von AshleyMadison.com und gegen jeden freidenkenden Menschen, der sich dafür entscheidet, etwas völlig Legales zu tun.“ Die Kriminellen hätten „sich selbst zum moralischen Richter und Henker erklärt und wollen ihre persönlichen Moralvorstellungen der gesamten Gesellschaft aufzwingen.“ Nach Angaben der Hacker seien 90 % bis 95 % der Nutzer männlich. Die wenigen weiblichen Nutzer sollen größtenteils Fakeprofile sein, womit es sich um Betrug handeln würde.
Nach Medienangaben wusste die Betreiberfirma seit Jahren um Sicherheitsprobleme und habe auch bei Konkurrenten gehackt. Ferner wurden Benutzerkonten trotz Bezahlpflicht nicht wie erwünscht gelöscht. Die Veröffentlichung der Nutzerdaten birgt erhebliche Gefahren für identifizierbare Nutzer, deren Verhalten in ihren Ländern strafbar ist. Auch gab es Suizid-Fälle, die mit dem Hack in Verbindung gebracht werden.
In Folge der Datenaffäre trat Biderman am 28. August zurück, die Avid Life Media werde zunächst vom restlichen Management weitergeführt, das Portal bleibe jedoch weiterhin online.

## Dokumentarfilme
- The Ashley Madison Affair. 3 Folgen. Regie: Johanna Hamilton. USA 2023. Erstausstrahlung: Juli 2023 bei Disney Plus.[16][17]
- Ashley Madision: Sex, Lügen und der Skandal. 3 Folgen. Regie: Toby Paton, Zoe Hutton, Gagan Rehill. Vereinigtes Königreich 2024. Erstausstrahlung: 15. Mai 2024 bei Netflix.[18][19]